# Museo romano-germánico
El Museo romano-germánico (o RGM, en alemán: Römisch-Germanisches Museum) es un importante museo arqueológico ubicado en Colonia, en Alemania. Abierto en 1974, está ubicado cerca de la catedral de Colonia, sobre el emplazamiento de una villa romana del siglo III, descubierta en 1941 durante la excavación de un refugio antiaéreo. 

## El museo

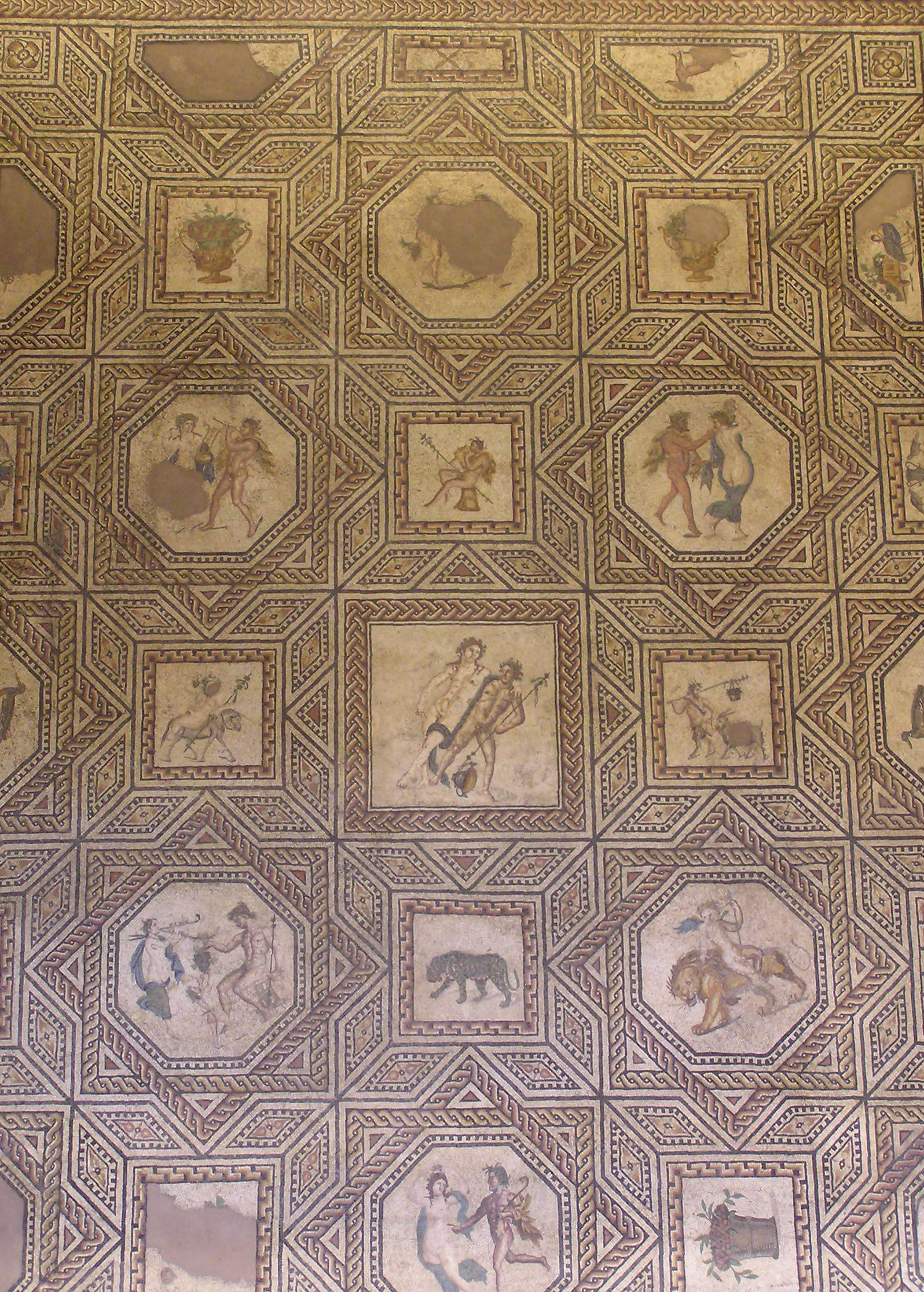
Sección del mosaico de Dioniso (220-230), en el Museo romano-germánico de Colonia.

El museo presenta una importante colección de objetos procedentes de las excavaciones de la antigua colonia romana de Colonia Claudia Ara Agrippinensium, de la cual surgió la actual ciudad de Colonia. Fue construido con la idea de proteger in situ la villa romana y su famoso mosaico de Dioniso, así como una sección de la vía romana contigua. De hecho, el museo es en sí mismo un yacimiento arqueológico. 

### Colecciones
La mayoría de sus colecciones provienen del antiguo Wallraf-Richartz Museum, el cual las albergó hasta 1946. 
La fachada del museo presenta la antigua puerta norte del recinto romano de Colonia, llevando la inscripción CCAA: Colonia Claudia Ara Agrippinensium.

#### La villa y el mosaico
Gran parte del piso está cubierto por el mosaico restaurado de Dioniso. Al no poder ser transportado fácilmente, los arquitectos Klaus Renner y Heinz Röcke diseñaron el museo en torno al mosaico, que data de 220-230. Los accesos y distribución interiores del museo reproducen el plano de la antigua villa.

#### Tumba de Publicio

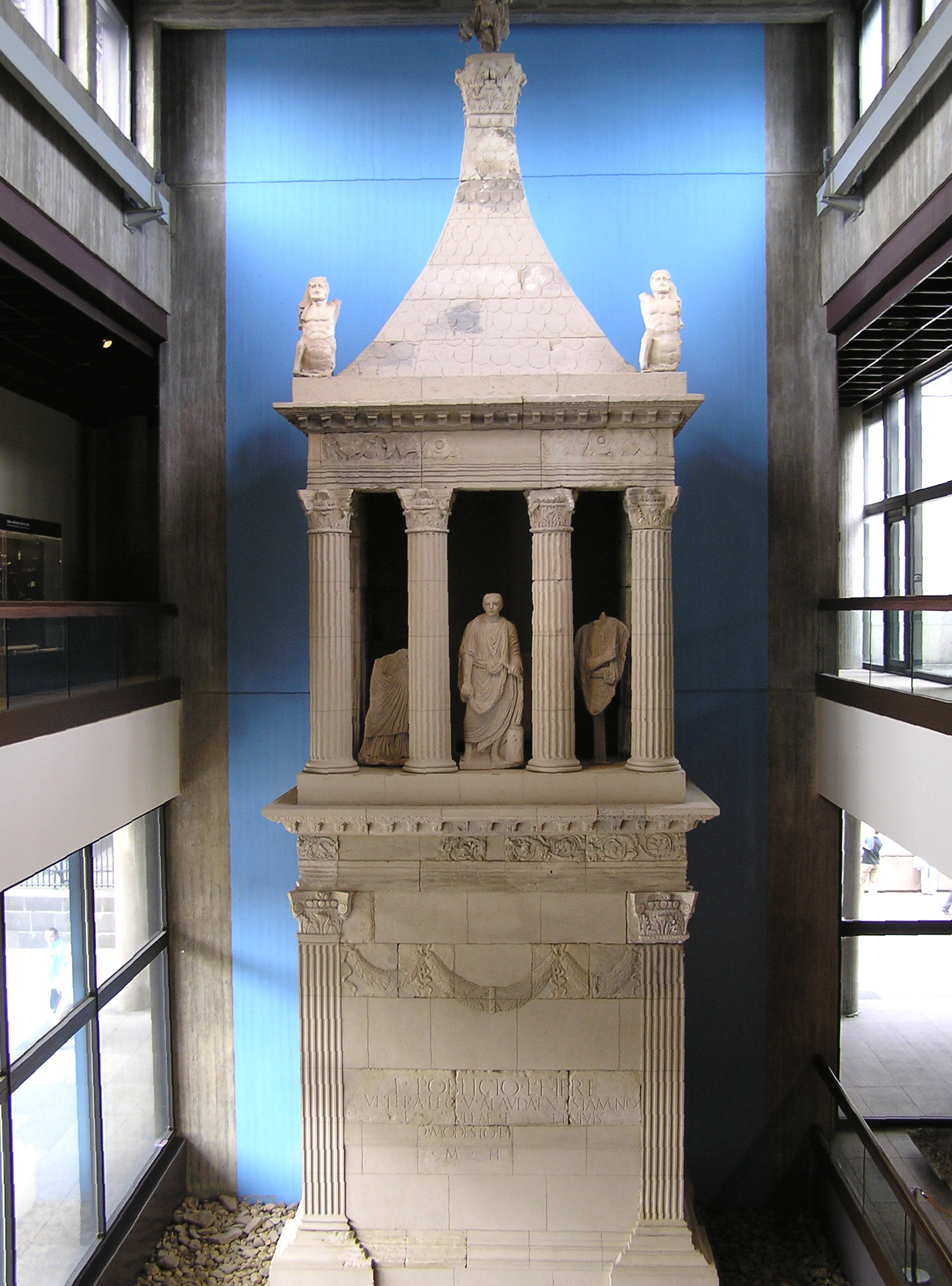
Tumba de Poblicio, hacia el año 40.

La tumba monumental del legionario Poblicio (en torno al año 40) fue reconstruida en la sala principal. Esta tumba de 15 m de altura fue descubierta en 1965 cerca de Colonia.
Lleva al siguiente inscripción :
L(ucio) Poblicio L(uci) f(ilio) Tere(tina)
vetera(no) leg(ionis) V alauda(e) ex testamento
y P[tiene]ullae f(iliae) y vivis
[--- coniugi]
[y L(ucio) Poblicio --- filio]
[y libertis]
[L(ucio) Poblici]o Modesto L(ucio) P[oblicio ---]
h(oc) m(onumentum) h(eredem) [n(se) s(equetur)]
Traducción : a Lucio Poblicio, hijo de Lucio, de la tribu Teretina, veterano de la V legión Alauda, según su testamento, a su hija Paula, del vivo de...  y a su mujer..., y a Lucio Poblicio, a sus hijos y a los libertos Lucio Poblicio Modesto y Lucio Poblicio ... El monumento no será para sus herederos.

#### Vidrios y objetos
La colección de vidrios romanos del museo es considerada como una de las más importantes del mundo. La institución alberga, también, objetos de la vida cotidiana de época romana, algunos retratos, como el del emperador Augusto y de su mujer Livia Drusila, inscripciones, diversas cerámicas, así como joyas de la Edad Media.

### Otras funciones
El museo es también una institución para la preservación del patrimonio cultural de Colonia: se le encargó supervisar desde el punto de vista arqueológico la construcción del metro de Colonia.